# Porricondyla minor
Porricondyla minor är en tvåvingeart som beskrevs av Ephraim Porter Felt 1926. Porricondyla minor ingår i släktet Porricondyla och familjen gallmyggor.
Artens utbredningsområde är British Columbia. Inga underarter finns listade i Catalogue of Life.